# پاتریک جانسن
پاتریک جانسن (انگلیسی: Patrick Jansen; ۱۴ دسامبر ۱۹۲۰ – ۲۳ نوامبر ۲۰۰۳) بازیکن هاکی روی چمن اهل هند بود.
وی به‌همراه تیم ملی هاکی روی چمن مردان هند به قهرمانی بازی‌های المپیک تابستانی ۱۹۴۸ دست پیدا کرده‌است.